# André Rousse

a Compétitions nationales et continentales officielles uniquement.

b Matchs officiels uniquement.
André Rousse, né le 9 septembre 1911 à Pau et mort le 28 avril 1985 dans la même ville, est un joueur de rugby à XIII international français et de rugby à XV au poste de pilier, deuxième ligne, troisième ligne et trois-quarts aile. Il prend part à la première édition de la Coupe d'Europe des nations en 1935.
Le béarnais André Rousse reste toutefois dans les mémoires comme l'un des trois grands capitaines de la Section paloise ayant décroché le Bouclier de Brennus, en compagnie d'Albert Cazenave en 1928 et de François Moncla en 1964.

## Biographie

### Débuts en rugby à XV

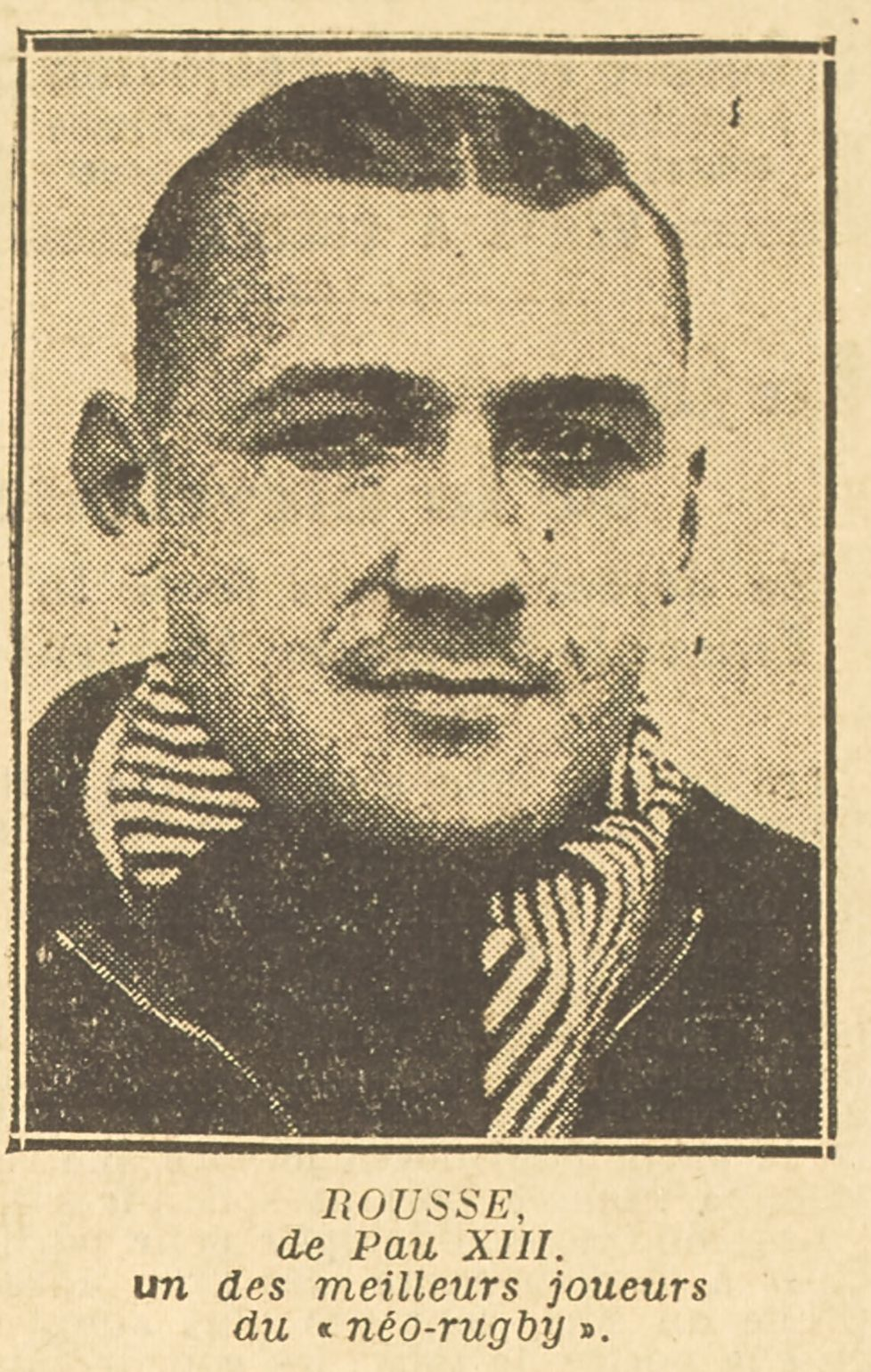
André Rousse

Natif de Pau, André Rousse est élève au lycée de Pau, futur lycée Louis-Barthou. Avec Les Coquelicots, il devient international scolaire, puis champion de France avec l’équipe 4e de la Section Paloise. Il fut ensuite sélectionné militaire, international militaire, champion de France militaire (1933-34 avec le 46e de Paris).
Rousse débute par le rugby à XV à la Section Paloise, sera neuf fois international et, fait unique dans les annales de ce sport, joua pilier, deuxième ligne, troisième ligne et trois-quarts aile.

### International à XIII
À l'age de 23 ans, il rejoint Les Pionniers de Jean Galia. Il signa à son retour un contrat à Pau XIII et apporta en échange de ses 23 ans, ses 95 kilos et une grande capacité à marquer des essais de son invention.
Il devient international en 1935, un an après la formation du club.
Rousse rejoint ensuite le Côte basque XIII en 1936. 
La saison suivante, des rumeurs font état d'un retour potentiel de Rousse sous le maillot de Pau XIII, qui ne peut cependant pas s'acquitter du montant du transfert demandé par le club basque, estimé à 100 000 francs.

### Retour au XV, capitaine emblématique de la Section
Après la seconde guerre mondiale et l'interdiction du rugby à XIII par le gouvernement de Vichy, il revient au XV à la Section Paloise.
Rousse est ainsi capitaine de l'équipe championne de France en 1946. Il annonce sa retraite sportive à l'âge de 35 ans après le sacre.

### Entraineur
Rousse devient entraineur de Bellegarde en 1947.
André Rousse reçoit la médaille d'argent de la ville de Pau en 1975.

## Palmarès

### Rugby à XIII
Avec Côte basque
- Coupe de France : 
  - Vainqueur (1) : 1936

### Rugby à XV
Avec la Section paloise
- Championnat de France de première division : 
  - Champion (1) : 1946